# Cecília Dassi
Cecília Dassi (Esteio, Río Grande del Sur, 6 de diciembre de 1989) es una actriz brasileña, de cine, radio y televisión.

## Carrera

### En televisión

#### Como actriz

##### Telenovelas
- 1997 - Por Amor .... Sandrinha Greco
- 1999 - Suave veneno .... Patrícia (Patty)
- 2001 - A Padroeira .... Zoé
- 2002 - O Beijo do Vampiro .... Beatriz (Bia)
- 2005 - Alma Gêmea .... Mirella
- 2007 - Siete Pecados .... Estela
- 2008 - Três Irmãs .... Natália
- 2009 - Vivir la vida .... Clarisse Trindade de Araújo Rocha

##### Miniseries
- 2002 - O Quinto dos Infernos .... princesa Maria da Glória

##### Diversos
- 1996 - A Comédia da Vida Privada - episodio: Parece que foi ontem
- 1996 - Você Decide - episodio: Um mundo cão
- 2000 - Bambuluá .... Gute
- 2000 - Milênio: Show da Virada - participación especial
- 2010 - A Vida Alheia .... Lais

#### Como presentadora
- 2004/2005 - TV Globinho

### En el cine

#### Largometrajes
- 2008 - A Guerra dos Rochas .... Bebel

### En el teatro
- 2003 - Branca de Neve .... Branca de Neve
- 2004 - Com Brinquedo só se Brinca

## Premios y nominaciones

### Televisión

#### Premios
- Prêmio Contigo!
  - 1998 - Mejor actriz infantil, por Por Amor.[1]
  - 2003 - Mejor actriz infantil, por O Beijo do Vampiro.[2]
- Prêmio FestNatal
  - 1997 - Mejor actriz revelación, por Por Amor.[3]
- Prêmio Master
  - 1997 - Mejor actriz revelación, por Por Amor.[3]
- Troféu APCA
  - 1997 - Mejor revelación, por Por Amor.[4]

#### Nominaciones
- Prêmio Contigo!
  - 2006 - Mejor actriz infantil, por Alma Gêmea.[5]
- Troféu Imprensa
  - 1997 - Revelación del año, por Por Amor.[6]